# Universitat de Cergy-Pontoise
La Universitat de Cergy-Pontoise (en francès: Université de Cergy-Pontoise, també anomenada UCP) és una universitat francesa localitzada en la Mancomunitat de Cergy-Pontoise, al departament de Val d'Oise.
El president de la universitat és actualment i des de l'any 2012, el professor François Germinet.

## Facultats
- Dret
- Economia i Administració
- Llengües i Estudis Internacionals
- Humanitats
- Ciència i Tecnologia
- Institut d'Estudis Polítics de Saint-Germain-en-Laye.[2]

## Presidents
- François Germinet (des de 2012)
- Françoise Moulin Civil (2008-2012)
- Thierry Coulhon (2004-2008)
- René Lasserre (1999-2004)
- Bernard Raoult (1991-1999)

## Doctors honoris causa
- Duncan Haldane, físic anglo-americà